# Tinea cirrhoceros
Tinea cirrhoceros är en fjärilsart som beskrevs av Diakonoff 1955. Tinea cirrhoceros ingår i släktet Tinea och familjen äkta malar. Inga underarter finns listade i Catalogue of Life.